# Guillaume Piguel
Guillaume Piguel (4 de dezembro de 1722 - 21 de junho de 1771) serviu como Vigário Apostólico de Cochin (1762–1771), atual Diocese Católica Romana de Qui Nhơn, Vietnã.

## Biografia
Guillaume Piguel nasceu em La Mézière, França e foi ordenado sacerdote da Société des Missions étrangères de Paris no dia 21 de dezembro de 1748. A 29 de julho de 1762, o Papa Clemente XIII nomeou-o Vigário Apostólico de Cochim e Bispo Titular de Canatha. A 9 de dezembro de 1764, foi consagrado bispo por Pierre Brigot, Vigário Apostólico do Sião.